# کیم چان
کیم چان (انگلیسی: Kim Chan; ۲۸ دسامبر ۱۹۱۷ – ۵ اکتبر ۲۰۰۸) بازیگر و تهیه‌کننده چینی-آمریکایی بود.
از فیلم‌های او می‌توان به بازی در شائولین آمریکایی، ۱۶ بلوک، بی‌رحم، ناامیدانه در جستجوی سوزان، جغد و گربه ملوس، خیابان واکین و مفسد اشاره کرد.

## اوایل زندگی
کیم شونگ چان در شانگهای که در آن زمان تحت حکومت جمهوری چین بود به دنیا آمد. پدرش صاحب رستوران بود و در سال ۱۹۲۸ به ایالات متحده مهاجرت کرد. نقش اولیه‌ای که او را مورد توجه قرار داد، در فیلم کلاسیک مارتین اسکورسیزی به نام سلطان کمدی با رابرت دنیرو و جری لوئیس بود که در آن نقش پیشخدمت لوئیس را بازی کرد.